# The Devil in I
The Devil in I är en låt av den amerikanska gruppen Slipknot. Den släpptes i augusti 2014 som den andra singeln från albumet .5: The Gray Chapter. I november 2014 nådde singeln andra plats på Billboard Mainstream Rock.
Musikvideon framställer hur bandets medlemmar begår självmord på olika sätt. Corey Taylor spränger sig själv till döds. Mick Thomson sliter sönder sitt ansikte. Sid Wilson biter av hud och kött från sina armar. Craig Jones låter sig attackeras av en kamphund i en hiss. Chris Fehn hackas till döds av kråkor. Jim Root spränger sig själv i bitar med hjälp av dynamit. Shawn Crahan tänder eld på sig själv och hänger sig.

## Låtlista

### CD-singel
- A: "The Devil in I"
- B: "The Negative One"